# Efecto numérico de la fecha de cumpleaños

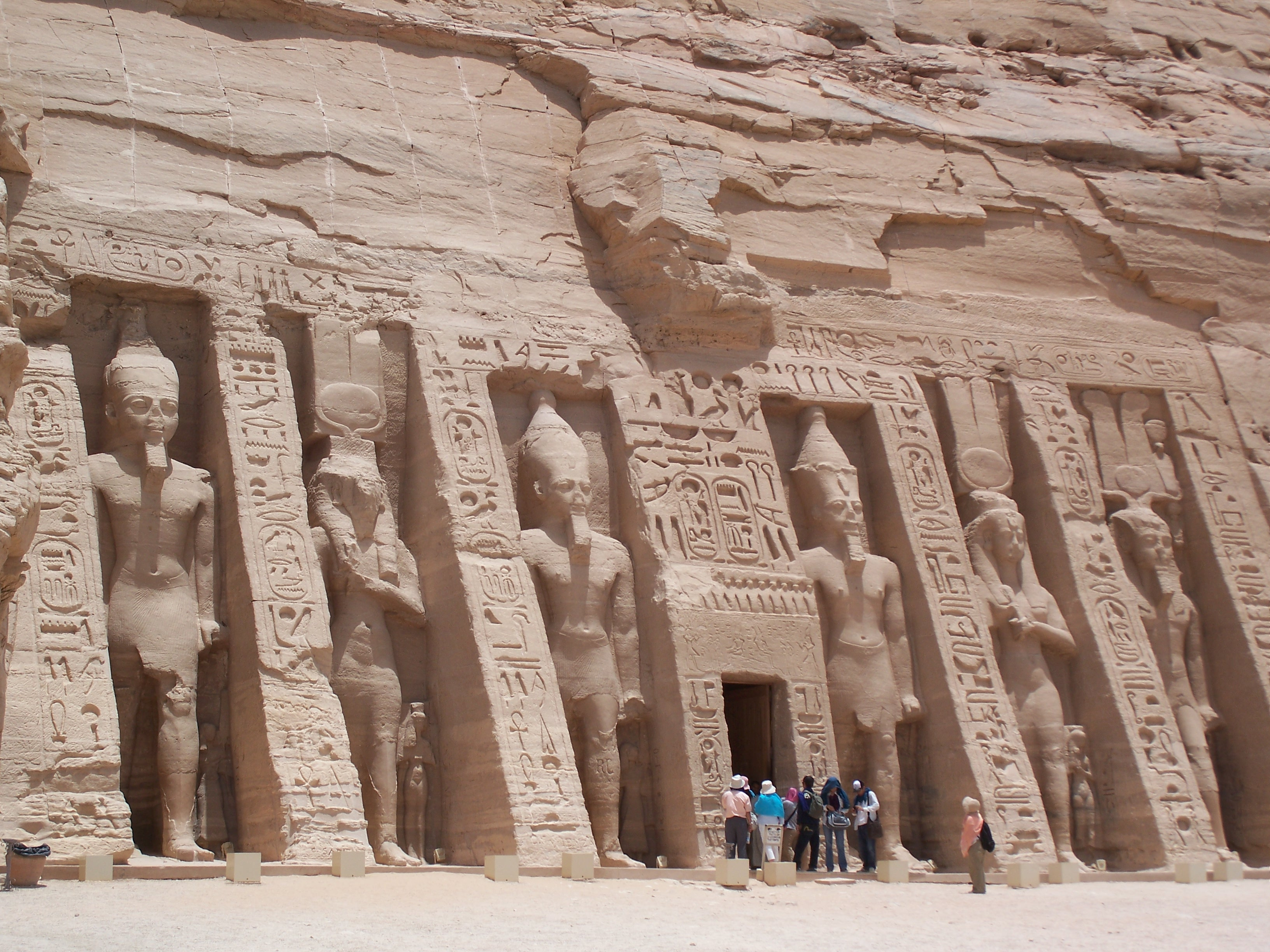
Templo de Abu Simbel, en Egipto, donde el sol es perpendicular a la cara de la estatua del faraón en su cumpleaños.

El efecto del número de cumpleaños es la tendencia inconsciente de las personas a preferir los números de la fecha de su cumpleaños sobre otros números. Reportado por primera vez en 1997 por los psicólogos japoneses Shinobu Kitayama y Mayumi Karasawa, el efecto del número de cumpleaños se ha replicado en varios países. Se sostiene a través de la edad y el género. El efecto es más prominente para los números mayores a 12.
La mayoría de las personas se quieren a ellos mismos; el cumpleaños está asociado con el yo y, por lo tanto, se prefieren los números en el cumpleaños, a pesar de que aparecen en muchos otros contextos. Las personas que no se gustan a ellos mismos tienden a no mostrar el efecto del número de cumpleaños. Un efecto similar, el efecto de la letra del nombre, se ha encontrado para las letras: las personas tienden a preferir las letras que son parte de su nombre. El efecto del número de cumpleaños y el efecto de la letra del nombre están significativamente correlacionados. En las evaluaciones psicológicas, la Tarea de Preferencia Numérica se utiliza para estimar la autoestima implícita.Existe alguna evidencia de que el efecto tiene implicaciones para las decisiones de la vida real. Un estudio de laboratorio reveló un aumento en la actitud favorable hacia los precios cuando fueron manipulados en secreto para coincidir con las fechas de cumpleaños de los sujetos, lo que resultó en una mayor probabilidad de compra. Sin embargo, un segundo estudio que utilizó el año de nacimiento como precio no condujo al mismo resultado. Un estudio sobre el gusto por los productos descubrió que a los participantes con alta autoestima les gustaban más los productos si los nombres de los productos involucraban sin saberlo su número de cumpleaños y las letras de su nombre. Algunas investigaciones de campo sobre el impacto del efecto número de cumpleaños en las decisiones más importantes de la vida (por ejemplo, dónde vivir) son controvertidas.
Hay alguna evidencia que el efecto tiene implicaciones de verdad-decisiones de vida. Un estudio de laboratorio reveló un aumento en una actitud favorable hacia precios cuándo eran en secreto manipulados para emparejar temas' fechas de cumpleaños, por ello resultando en una posibilidad más alta de compra. Aun así un segundo estudio que utiliza año de nacimiento cuando el precio no dirigió al mismo resultado. Un estudio sobre el gusto de los productos encontró que los participantes con autoestima alta gustaron los productos mejores si los nombres de producto unknowingly implicó su número de cumpleaños y letras de su nombre. Alguna búsqueda de campo al impacto del efecto del número del cumpleaños en decisiones de vida más grande (p. ej. dónde para vivir) es polémico.

## Antecedentes
A lo largo de la historia, las sociedades han tenido números que consideran especiales. Por ejemplo, en la antigua Roma el número 7 era auspicioso, en la civilización maya el número 13 era sagrado, en la gente moderna de Japón se dan tres, cinco o siete regalos para la suerte, y en China el número 8 se considera afortunado y el 4 es evitado siempre que sea posible. En las culturas occidentales, el número 13 a menudo se considera de mala suerte, de ahí el término triskaidekafobia, miedo al número 13.
Los experimentos controlados con números datan de 1933, cuando el investigador Dietz pidió a los holandeses que nombraran el primer número que se les pasara por la cabeza entre 0 y 99. El número 7 fue el más mencionado, como lo fue en varias réplicas posteriores del estudio en otros países. El número 7 también salió en primer lugar en los estudios que pedían a las personas que nombraran su número favorito. En una encuesta en línea realizada por Alex Bellos, columnista de The Guardian, más de 30,000 personas de todo el mundo presentaron números, de los cuales 7 son los más populares. Todos los números por debajo de 100 se enviaron al menos una vez y casi la mitad de los números por debajo de 1000. Los investigadores de marketing King y Janiszewski investigaron las preferencias numéricas de una manera diferente. Mostraron números aleatorios a los estudiantes de pregrado y les pidieron que dijeran rápidamente si les gustaba el número, si les disgustaba o si se sentían neutrales. El número 100 tenía la mayor proporción de gente que le gustaba (70%) y la proporción más baja de personas que no le gustaba (5%). A los números del 1 al 20 les agradaba un 9% más de personas que los números más altos; los números que son el resultado de las tablas de multiplicar aprendidas de memoria (es decir, 2 × 2 a 10 × 10) fueron del agrado de un 15% más de personas que los números restantes. Los investigadores concluyeron que la fluidez numérica predice la preferencia numérica: por lo tanto, se prefieren los números de las tablas de multiplicación a los números primos.
El campo estrechamente relacionado de la investigación de preferencias de letras se remonta a la década de 1950. En 1985, la psicóloga belga Nuttin informó el hallazgo inesperado de que las personas tienden a preferir desproporcionadamente, sin saberlo, las letras de su propio nombre. El efecto de la letra del nombre se ha replicado en docenas de estudios de seguimiento en diferentes idiomas, culturas y alfabetos, sin importar si los participantes seleccionaron su letra preferida de un par aleatorio, o seleccionaron las seis primeras letras del alfabeto o calificaron cada letra individual. Nuttin predijo que debido a que la fuerza motriz detrás del efecto de la letra del nombre es una preferencia inconsciente por cualquier cosa conectada al yo, también habría un efecto de número de cumpleaños.

## Estudio original
En 1997, los investigadores Shinobu Kitayama y Mayumi Karasawa observaron que los estudios demostraron repetidamente que los japoneses no buscan mantener y mejorar su autoestima, a diferencia de los europeos y los estadounidenses. Mientras que la investigación con participantes occidentales descubrió que, en promedio, las personas creen falsamente que son mejores que la media, que se atribuyen los éxitos y culpan a los demás por los fracasos, y que sobreestiman las posibilidades de que les suceda suerte, los estudios con japoneses no revelan tales tendencias autorrealzadoras. Además, en estudios transculturales, los japoneses informaron que la autoestima se vería más perjudicada por los fracasos que por los éxitos, lo contrario de lo que informaron los estadounidenses. Todos estos estudios involucraron a los participantes conscientes de que su autoestima estaba siendo evaluada, y por lo tanto se dice que son medidas de autoestima explícita. Esto hizo que Kitayama y Karasawa se preguntaran. Parecía poco probable para ellos que los japoneses no tengan sentimientos positivos unidos a ellos mismos. Presumieron que de alguna manera los japoneses no permiten que estos sentimientos sean detectados abiertamente. Para probar esto, realizaron dos experimentos que ocultaron el objetivo de evaluar la autoestima, midiendo la autoestima implícita. Debido a que, por definición, la autoestima implícita no es accesible a la introspección, las medidas de la misma no se basan en autoinformes directos, sino en el grado en que los objetos asociados con el yo generan pensamientos positivos frente a pensamientos negativos. El primer experimento fue una réplica del estudio de Nuttin en 1987 sobre la preferencia de las letras, en busca de un efecto relacionado con las letras del nombre del participante. El segundo experimento involucró números, buscando un efecto relacionado con los números que representan el día del mes en que nació un participante (entre 1 y 31) y el mes de su cumpleaños (entre 1 y 12).

### Método
Para el experimento de las letras, pidieron a 219 estudiantes de pregrado japoneses que calificaran cada uno de los 45 hiragana, parte del sistema de escritura japonés, de acuerdo con lo mucho que les gustaba. Para el experimento numérico, pidieron a 269 estudiantes de pregrado japoneses que calificaran los números entre 0 y 49 en cuanto al atractivo. El número 49 fue elegido como el límite superior para enmascarar el verdadero objetivo del estudio, que 31 (siendo el número máximo de días en un mes) podría haber insinuado. Del mismo modo, el número 0 se incluyó para el disfraz. Los participantes tenían que dar calificaciones en una escala de seis puntos, desde 1, si no les gustaba mucho el número, hasta 6, si les gustaba mucho. Una vez hecho esto, se les pidió a los participantes varios datos demográficos, incluidos sus cumpleaños.

### Resultados
El análisis de los datos de preferencia de las letras reveló un efecto de letra de nombre: un gusto mejorado por las letras en el propio nombre del participante. El análisis de los datos de preferencia numérica reveló un efecto de número de cumpleaños. Para cada número, los investigadores primero calcularon la afición por los participantes que no tenían ese número en su cumpleaños. Estos medios sirvieron como línea de base. Para cada participante se calculó 50 puntajes de afinidad relativa entre la línea base de un número y la preferencia real. Los puntajes de me gusta promedio para diferentes tipos de números mostraron que los participantes desproporcionadamente prefirieron los números en su cumpleaños. El efecto fue más fuerte para números más altos, más de 12, que para números más bajos. El efecto fue más débil para los hombres y su mes de nacimiento (solo una diferencia de 0.03 respecto de la media), y más fuerte para las mujeres y el día de su cumpleaños (diferencia de 0.77 con la media). En general, las mujeres mostraron una mayor simpatía por los números en su cumpleaños que los hombres.

### Explicaciones
Kitayama y Karasawa concluyeron que los patrones en los hallazgos de ambos experimentos eran más consistentes con la hipótesis de que la preferencia se debe a un apego al yo. Estos sentimientos se filtran a estímulos que están estrechamente asociados con el yo, no solo nombres y fechas de nacimiento, sino también, implícitamente, sus letras y números constituyentes. Como a la mayoría de las personas les gusta, la mayoría de las personas tienen sentimientos positivos por estas partes constituyentes. Los investigadores sugirieron que el efecto es más fuerte para los números más altos porque en la vida diaria estos números están menos saturados con otros significados, además de sus asociaciones con los cumpleaños.
Una explicación alternativa para el efecto del número de cumpleaños que tuvo que probarse es la mera exposición. Si fuera cierto que los números en el cumpleaños de uno se usan desproporcionadamente en la vida diaria de uno, entonces la preferencia por los números en el cumpleaños de uno podría ser simplemente una preferencia por lo que es más frecuente. Zajonc descubrió en sus estudios de laboratorio de los años sesenta y ochenta que la familiaridad puede influir fuertemente en la preferencia y acuñó el término "mero efecto de exposición". Pero Kitayama y Karasawa argumentaron que incluso si la gente viera más números de su propio cumpleaños, esto aún sería insignificante en comparación con la cantidad total de números que encuentran en la vida cotidiana. Esto está en línea con el argumento que otros investigadores han usado para descartar la mera exposición como una explicación para el efecto de la letra del nombre.
Kitayama y Karasawa llegaron a la conclusión de que los japoneses tienen sentimientos cálidos hacia ellos mismos, al igual que los estadounidenses y los europeos, pero que estos sentimientos se enmascaran cuando se les pide explícitamente. Especulaban que la razón de este enmascaramiento radica en la tendencia japonesa a atender características negativas e indeseables mediante la mejora del yo.

## Estudios subsiguientes
Para 2017, el estudio original de Kitayama y Karasawa había sido citado en más de 300 artículos científicos.

### Estudios de seguimiento temprano
El primer estudio de seguimiento analizó las diferencias culturales. Blass, Schmitt, Jones y O'Connell utilizaron estudiantes de pregrado estadounidenses como participantes para replicar el estudio original. En su trabajo presentado en la conferencia anual de la Asociación Americana de Psicología en Chicago, en agosto de 1997, informaron el mismo resultado: una preferencia por los números de cumpleaños. Sin embargo, encontraron un efecto mucho más fuerte, que según los investigadores podría deberse a la tendencia de los estadounidenses hacia la automejora.
El segundo estudio de seguimiento fue realizado en 1998 por Kitayama y Uchida. Intentaron investigar la relación entre el efecto de la letra de nombre de una persona y su efecto de número de cumpleaños, dado que Kitayama y Karasawa sospechaban que había una sola fuerza impulsora detrás de ambos. Tal como lo habían predicho, Kitayama y Uchida encontraron que en una persona los dos efectos estaban correlacionados. Estudios posteriores confirmaron este hallazgo.
En 2000, Bosson, Swann y Pennebaker probaron siete medidas de autoestima implícita, incluida la tarea del número de cumpleaños y la tarea de la letra de nombre, y cuatro medidas de autoestima explícita. Utilizaron una escala de calificación de siete puntos en lugar de la escala de seis puntos que Kitayama y Karasawa habían usado, y solo miraron el día del cumpleaños. En promedio, los encuestados anotaron su número de cumpleaños 0.73 más alto que los otros números. Cuando los investigadores volvieron a probar las siete medidas implícitas de autoestima, la tarea del número de cumpleaños fue una de las tres que produjo resultados similares. A partir de las correlaciones débiles o no significativas entre las medidas de autoestima implícita y explícita, concluyeron que la autoestima implícita y explícita están aprovechando diferentes construcciones subyacentes.

### Estudios de seguimiento más tardío
Estudios posteriores investigaron aspectos del efecto. Koole, Dijksterhuis y van Knippenberg buscaron explorar cuán automático era el proceso de preferencia. Hicieron esto con números y letras. Dividieron a los participantes en dos grupos. Al primer grupo se le pidió que diera reacciones rápidas e intuitivas indicando preferencias por los estímulos. Al segundo grupo se le pidió que razonara por qué les gustaban algunos números mejor que otros y para analizar qué características de los números les gustaban. Como los investigadores habían predicho, encontraron que tanto el efecto del número de cumpleaños como el efecto de la letra del nombre desaparecieron en la condición de "pensar". Argumentaron que pensar en razones instiga una anulación deliberada de los efectos de autoestima implícitos. Esta conclusión fue apoyada al observar las correlaciones entre los efectos: mientras que en la condición de sentimiento la fuerza del efecto del número de cumpleaños de un participante se correlacionó con su efecto de letra del nombre, no se encontró tal correlación en la condición de pensamiento.
Jones, Pelham, Mirenberg y Hetts investigaron cómo el efecto se mantuvo bajo las llamadas "amenazas" al yo. Investigaciones anteriores de Koole, Smeets, van Knippenberg y Dijksterhuis ya habían demostrado que el efecto de la letra del nombre está influenciado por una amenaza percibida. Jones, Pelham, Mirenberg y Hetts primero hicieron que algunos participantes escribieran sobre un error personal y luego dieron a todos los participantes la Tarea de preferencia numérica y la Tarea de preferencia de letras. Lo que encontraron fue consistente con los hallazgos anteriores: a las personas que les gustaban mucho les gustaban mucho los números en su cumpleaños y las letras de su nombre aún más cuando un aspecto de su ser parecía estar bajo amenaza. Esto es predicho por la teoría de la automejora inconsciente. No puede ser explicado por la mera teoría de la exposición.
Nickell, Pederson y Rossow buscaron efectos con años significativos. Pidieron a 83 estudiantes de pregrado que calificaran, en una escala de 1 a 7, cuánto les gustaban los años entre 1976 y 2001, los meses del año, las estaciones, las horas del día e incluso los tipos de mascotas en un intento de disfrazarse el objetivo del estudio. El análisis de los datos mostró que a los participantes les gustó el año de su nacimiento mucho más que el promedio de los cuatro años posteriores al nacimiento. Los investigadores también descubrieron que el año de graduación de la escuela secundaria también le gustaba más que el promedio. De los meses del año, el mes más querido fue en el que nacieron los participantes.
Falk, Heine, Takemura, Zhang y Hsu investigaron la validez de las medidas de autoestima implícitas para evaluar las diferencias culturales. Sometieron a participantes canadienses y japoneses a una serie de pruebas, una de las cuales calificaba los números a 40 según la cantidad de participantes que les gustaban. Debido a que los investigadores vieron poca o ninguna correlación entre las diversas medidas de autoestima implícitas, no sacaron ninguna conclusión sobre las diferencias culturales. Stieger y Krizan exploraron las diferencias interculturales en las preferencias numéricas, específicamente el día en que se celebra la Navidad como colaborador de la preferencia numérica. Pidieron a los participantes de seis países que calificaran los números entre 1 y 36. Descubrieron que en los países donde se intercambian regalos el 24 de diciembre, los participantes preferían desproporcionadamente el número 24, mientras que en los países que lo hacen el 25 de diciembre los participantes preferían 25. Concluyeron que las influencias deben tenerse en cuenta si estas preferencias se utilizan para reflejar las diferencias individuales.

## Aplicación
En las evaluaciones psicológicas, el efecto del número de cumpleaños se ha explotado para medir la autoestima implícita. La tarea de preferencia numérica a menudo se utiliza en combinación con la Tarea de preferencia de carta más popular, a veces conjuntamente llamada Iniciales y Tarea de preferencia de cumpleaños (IBPT). El método más popular para medir la autoestima implícita es la prueba de asociación implícita.
No hay un método estándar para aplicar la tarea. El más utilizado es una tarea de calificación, que implica que los participantes juzguen todos los números por debajo de un cierto umbral (generalmente más de 31 para ocultar el propósito de evaluar las conexiones a las fechas), indicando cuánto les gusta en una escala de calificación de 7 puntos . No hay un algoritmo estándar para calcular la autoestima implícita. Al menos seis algoritmos están en uso. En su metanálisis del efecto de la letra del nombre, Stieger, Voracek y Formann recomiendan utilizar el algoritmo de corrección doble ipsatizado. Los algoritmos generalmente se aplican tanto al número del día como al del mes.
Stieger, Voracek y Formann recomiendan que la tarea implique tanto la preferencia de letras como la preferencia de los números, que se administre dos veces y que las instrucciones se centren en el gusto en lugar del atractivo. La tarea de preferencia numérica se ha utilizado para medir la autoestima implícita en contextos tan diversos como la crianza de los hijos y los hábitos mentales.

## Implicaciones más amplias
Los investigadores han buscado implicaciones más amplias del efecto del número de cumpleaños en las preferencias, tanto dentro como fuera del laboratorio. Un cuerpo de investigación controvertida bajo el paraguas del egoísmo implícito, comenzando con Pelham, Mirenberg y Jones, ha investigado si las personas sin saberlo toman decisiones de vida basadas en sus letras o números de cumpleaños. Los escépticos dicen que la afirmación de que las letras influyen en las decisiones de vida es extraordinaria y requiere una evidencia extraordinaria. En base al análisis de los datos de campo de EE. UU. Pelham et al. Concluyó que las personas viven desproporcionadamente en ciudades cuyos nombres contienen números que coinciden con los números en su cumpleaños. Miraron a personas que nacieron el 2 de febrero, 3 de marzo, 4 de abril, etc. hasta el 8 de agosto, y a personas que vivían en ciudades con números, como Two Rivers, Three Oaks, Four Corners, etc. Pero en su análisis crítico de este estudio, Simonsohn argumentó que su confiabilidad es cuestionable, ya que encontró solo un pequeño número de residentes con números coincidentes. Simonsohn intentó replicar el hallazgo de diferentes maneras pero sin éxito. No encontró ningún efecto del día de cumpleaños en la ciudad (por ejemplo, el segundo de cualquier mes, no solo febrero). Tampoco encontró ningún efecto del número de cumpleaños en la calle, dirección o número de apartamento.
Jones, Pelham, Carvallo y Mirenberg investigaron la influencia de la preferencia numérica en la atracción interpersonal. En un estudio de laboratorio, mostraron a los participantes estadounidenses los perfiles de texto de las personas. Los perfiles venían con un código aparentemente arbitrario aparentemente destacado que se explicaba simplemente para ayudar a los investigadores a realizar un seguimiento de los perfiles. A la mitad de los participantes se les mostró un código que coincidía con su fecha de cumpleaños (por ejemplo, alguien nacido el 8 de septiembre vio un perfil de socio con el código "09-08"); la otra mitad es un código que no coincide (por ejemplo, "03-23"). Todos los participantes se mostraron exactamente del mismo perfil. Tuvieron que calificar cuánto pensaron que les gustaría a la persona en el perfil. Los resultados mostraron que a los participantes les gustaban mucho más los perfiles cuando el código coincidía con sus propios números de cumpleaños. En relación con los participantes en la condición de control, los participantes en la condición de asociación de cumpleaños podrían recordar el código con más precisión al final de la prueba, pero solo 5 de 110 participantes mencionaron el código coincidente como una influencia potencial. Jones et al. llegó a la conclusión de que las preferencias de las personas por sus propios números de cumpleaños son lo suficientemente potentes como para influir en la atracción de las personas hacia otras personas. Posteriormente, Pelham y Carvallo analizaron la atracción interpersonal utilizando datos de campo. Utilizaron registros de matrimonio en todo el estado para concluir que las personas se casan desproporcionadamente con personas que comparten sus números de cumpleaños. También encontraron que las novias eligieron desproporcionadamente sus propios números de cumpleaños y meses de nacimiento como fechas de bodas.
Coulter y Grewal investigaron si el efecto del número de cumpleaños podría explotarse en ventas y marketing. Se preguntó a más de 200 participantes de una encuesta en línea sobre un anuncio de una cena de pasta, donde el precio se correspondía secretamente con el día del mes de su cumpleaños. Por ejemplo, alguien nacido el día 16 de cierto mes vería el precio "$ 39.16". Los investigadores encontraron que los números coincidentes aumentaron el gusto por el precio y la intención de compra. Al introducir una amenaza percibida al yo en la tarea, encontraron un efecto exagerado. A partir de esto, concluyeron que el efecto positivo relacionado con los números de cumpleaños se transfiere directamente a las preferencias de precios de los consumidores y, en última instancia, afecta sus intenciones de compra. Keller y Gierl intentaron replicar el estudio de Coulter y Grewal. Manipularon los precios en anuncios de pizza y un servicio de transmisión de música para coincidir con el cumpleaños (día, año) de los participantes en su estudio de laboratorio. No encontraron un gusto desproporcionado por los precios coincidentes, ni por el año en que nació el participante ni por el día. Keller y Gierl llegaron a la conclusión de que debe haber algunos requisitos previos, como estimular los estímulos para desencadenar el efecto, aunque sugirieron que es posible que sus participantes, que habían nacido entre 1990 y 1999, vieran su año de nacimiento como precio tan a menudo real. vida que se había vuelto demasiado común.
Smeets usó el nombre y la coincidencia de cumpleaños en un experimento de gustar productos. Inventó nombres de productos para un DVD que coincidía con la parte del nombre del participante y su cumpleaños. Por ejemplo, un participante llamado Mariëlle, nacido el 14 de mayo, obtendría un anuncio para un reproductor de DVD llamado "DVD-Ma 14" en la condición autorrelevante y "DVD-Pu 30" en las condiciones de control. Descubrió que a los participantes con alta autoestima les gustaban más los productos si los nombres de los productos eran relevantes para ellos mismos que si no lo fueran. También descubrió que sucedía lo contrario entre los participantes con baja autoestima: les gustaban más los productos si no eran relevantes para sí mismos.